# Cajón

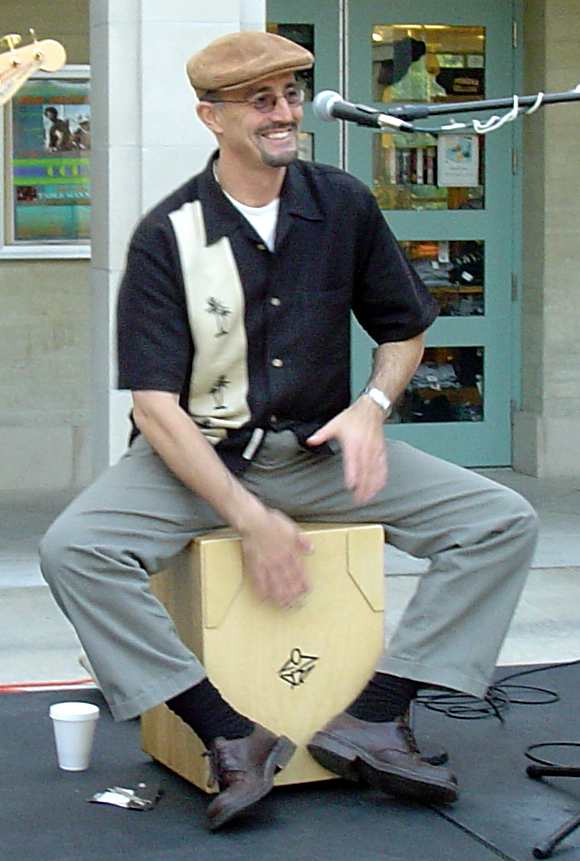
Edgaro Cambon gra na cajónie

Cajón (czytaj kahon, z hiszp. cajón – „skrzynia”) – skrzynka perkusyjna, drewniany instrument perkusyjny pochodzący z Afryki, wymyślony przez afrykańskich niewolników na kontynencie amerykańskim, w Peru. Stamtąd trafił do Europy, gdzie zaczęli go używać muzycy flamenco. W środku cajónu zainstalowane są zwykle struny werblowe lub struny gitarowe naciągnięte na przednią ściankę. Struny pomagają wydać znany dźwięk „snar”. Instrument ma zwykle kształt prostopadłościanu. Gra się na nim siedząc okrakiem na jego górnej części i uderzając dłońmi w przednią ścianę. Tylna ściana posiada otwór.

## Opis
Do budowy pięciu z sześciu boków instrumentu stosuje się arkusze drewniane grubości od 1,3 do 1,9 cm (0,5 do 0,75 cala). Szóstą ściankę stanowiąca płytę uderzaną (inaczej płyta „czołowa” „tapa” instrumentu) wykonuje się z cieńszej sklejki i przykręca śrubami. Poprzez dokręcanie lub luzowanie śrub w górnej części tejże płyty modyfikowane jest brzmienie oraz wrażliwość dynamiczna instrumentu. W płycie tylnej rezonansowej, wycięty jest otwór rezonansowy. Wewnątrz znajdują się struny gitarowe lub sprężyny werblowe, dotykające płyty czołowej, dające specyficzny szelest – efekt werblowy – podczas gry.